# Homolepis longispicula
Homolepis longispicula är en gräsart som först beskrevs av Johann es Christoph Christian Döll, och fick sitt nu gällande namn av Mary Agnes Chase. Homolepis longispicula ingår i släktet Homolepis och familjen gräs. Inga underarter finns listade i Catalogue of Life.